# Gnamptogenys wasmanni
Gnamptogenys wasmanni é uma espécie de formiga do gênero Gnamptogenys.